# Bettina Braun (Linguistin)
Bettina Braun (* 1974 in Oberbayern als Bettina Zinn) ist eine deutsche Linguistin und Professorin an der Universität Konstanz und Leiterin der Arbeitsgruppe für Phonetik und Allgemeine Sprachwissenschaft.

## Leben
Braun absolvierte von 1990 bis 1993 eine Ausbildung zur Kommunikationselekronikerin in den Kathrein-Werken in Rosenheim, machte 1995 ihr Abitur und studierte danach Linguistik, 1975 erlangte sie den Bachelor. 1997 bis 1998 hatte sie einen Aufenthalt an der Universität Tohoku und schloss 2001 mit einem Master im Bereich Phonetik/Phonologie ab.
2004 wurde sie an der Universität des Saarlandes mit der Arbeit „Production and Perception of Contrastive and Non-Contrastive Themes in German“ promoviert und arbeitete danach an der University of Oxford und am Max-Planck-Institut für Psycholinguistik in Nijmegen. Seit 2009 arbeitet sie an der Universität Konstanz, zunächst als Junior- und Vertretungsprofessorin, nachdem sie 2012 an der Universität des Saarlandes habilitiert wurde, als ordentliche Professorin.
Sie erhielt 2013 und 2015 den Lehrpreis der Studierenden der Universität Konstanz.

## Werke (Auswahl)
- Production and perception of thematic contrast in German. Peter Lang, Oxford 2005
- mit Lara Tagliapietra: The role of contrastive intonation contours in the retrieval of contextual alternatives. 2009